# Жазири, Зиад
Зиад Жазири (араб. زياد الجزيري‎; род. 12 июля 1978, Сус) — тунисский футболист. Играл на позиции нападающего.

## Карьера

### Клубная
Начал Зиад свою профессиональную карьеру с клуба Туниской Лиги 1 из родного города, «Этуаль дю Сахель». Вместе с ним он достиг финала Кубка КАФ в 2001 году. Всего за тунисский клуб Жазири провёл 87 матчей и забил 47 голов. В 2003 году Зиад переехал в Турцию, где два сезона играл за «Газиантепспор». Сыграв за него 49 матчей и забив 17 голов. В 2005 году перешёл во французский клуб из Лиги 1, «Труа». После вылета Труа из Лиги 1 в сезоне 2006/2007, Жазири перешёл на один сезон (2007/2008) в «Аль-Кувейт».

### Сборная
За сборную Зиад дебютировал в 1999 году. Со сборной принял участие в трех Кубков африканских наций (2000, 2004 и 2006), на двух «мундиалиях» (2002 и 2006) и на одном Кубке конфедераций (2005).
В финале Кубка африканских наций 2004, против Сборной Марокко, забил победный гол (2-1). Свой последний гол забил на Чемпионате мира 2006, в групповом этапе, против Саудовской Аравии.